# Mohamed Daramy
Mohamed Daramy (Hvidovre, 7 januari 2002) is een Deens voetballer die doorgaans als linksbuiten speelt. Hij verruilde Ajax in augustus 2023 voor Stade Reims. Daramy debuteerde in 2021 in het Deens voetbalelftal.

## Clubcarrière

### FC Kopenhagen
Daramy werd geboren als kind van ouders uit Sierra Leone komen. Hij kwam zelf ter wereld in Hvidovre, in de buurt van Kopenhagen. Daramy begon met voetballen bij Hvidovre Idrætsforening en vertrok in 2016 naar FC Kopenhagen. Hij was 16 jaar en 263 dagen oud toen hij zijn eerste doelpunt maakte voor FC Kopenhagen, in de bekercompetitie tegen Viby Idrætsforening. Hiermee werd hij de jongste doelpuntenmaker in de clubgeschiedenis. Daramy debuteerde op 12 februari 2019 in de Superligaen, tegen AC Horsens. Hij kreeg dat seizoen speeltijd in elf speelronden en werd met FC Kopenhagen landskampioen 2018/19. Hij kwam in de volgende twee seizoenen in totaal 63 speelronden in actie voor de Deense ploeg, waarvan 40 vanaf de aftrap. Daarbij scoorde hij elf keer. Daramy bereikte in 2019/20 de kwartfinale van de Europa League met Kopenhagen. Daarin hielden zijn ploeggenoten en hij Manchester United de hele wedstrijd op 0–0, tot ze in de verlenging een strafschop tegen kregen.

### Ajax
Daramy tekende op 28 augustus 2021 een contract tot medio 2026 bij Ajax. De transfersom bedroeg 12 miljoen euro, wat kon oplopen tot 13 miljoen in verband met eventuele bonussen. Hij debuteerde op 11 september 2021 voor de Nederlandse club, als invaller in een met 2–0 gewonnen wedstrijd uit bij PEC Zwolle. Hij maakte op 18 september 2021 zijn eerste doelpunt voor Ajax, in een met 9–0 gewonnen competitiewedstrijd tegen SC Cambuur. Daramay debuteerde op 20 oktober 2021 als invaller in de Champions League, tijdens een met 4–0 gewonnen groepswedstrijd thuis tegen Borussia Dortmund. Hij kreeg op 24 november 2021 voor het eerst een basisplaats in dit toernooi, in een uitwedstrijd tegen Beşiktaş. In zijn eerste seizoen bij Ajax moest hij het doen met twaalf invalbeurten, mede omdat hij op zijn favoriete positie (linksbuiten) moest concurreren met aanvoerder Dušan Tadić.
Voor seizoen 2022/23 trok Ajax Steven Bergwijn aan, waardoor het uitzicht op speeltijd voor Daramy verder afnam. Daarom verhuurde Ajax hem dat seizoen aan FC Kopenhagen. Hier stond hij vrijwel heel seizoen 2022/23 in het basiselftal. Daarbij scoorde hij ook acht keer. Hij werd dat jaar voor de tweede keer in zijn carrière kampioen met Kopenhagen. Daramy speelde ook in de kampioenswedstrijd tegen Viborg FF de hele wedstrijd. Naast zijn tweede Deense titel, won hij in 2022/23 voor het eerst het Deense bekertoernooi.

### Stade Reims
Daramy had bij terugkeer in Amsterdam ook onder de nieuwe coach Maurice Steijn  geen uitzicht op een basisplaats. Hij tekende in augustus 2023 voor vijf jaar bij Stade Reims. Dat betaalde 12 miljoen euro voor hem aan Ajax, wat kon oplopen tot 17,5 miljoen in verband met eventuele bonussen.

## Clubstatistieken
| Seizoen | Club            | Land                | Competitie     | Competitie | Competitie | Beker | Beker | Internationaal | Internationaal | Totaal | Totaal |
| Seizoen | Club            | Land                | Competitie     | Wed.       | Dlp.       | Wed.  | Dlp.  | Wed.           | Dlp.           | Wed.   | Dlp.   |
| ------- | --------------- | ------------------- | -------------- | ---------- | ---------- | ----- | ----- | -------------- | -------------- | ------ | ------ |
| 2018/19 | FC Kopenhagen   | Vlag van Denemarken | Superligaen    | 11         | 1          | 1     | 1     | 0              | 0              | 12     | 2      |
| 2019/20 | FC Kopenhagen   | Vlag van Denemarken | Superligaen    | 29         | 4          | 3     | 2     | 9              | 1              | 41     | 7      |
| 2020/21 | FC Kopenhagen   | Vlag van Denemarken | Superligaen    | 28         | 5          | 1     | 0     | 0              | 0              | 29     | 5      |
| 2021/22 | FC Kopenhagen   | Vlag van Denemarken | Superligaen    | 6          | 2          | 0     | 0     | 5              | 2              | 11     | 4      |
| 2021/22 | AFC Ajax        | Vlag van Nederland  | Eredivisie     | 12         | 1          | 2     | 2     | 2              | 0              | 16     | 3      |
| 2021/22 | Jong Ajax       | Vlag van Nederland  | Eerste divisie | 9          | 1          | 0     | 0     | —              | —              | 9      | 1      |
| 2022/23 | → FC Kopenhagen | Vlag van Denemarken | Superligaen    | 28         | 8          | 6     | 1     | 7              | 0              | 41     | 9      |
| Totaal  | Totaal          | Totaal              | Totaal         | 123        | 22         | 13    | 6     | 23             | 3              | 159    | 12     |

## Interlandcarrière
Daramy maakte deel uit van verschillende Dense nationale jeugdselecties vanaf Denemarken –19. Hij nam met Denemarken –21 deel aan het EK –21 van 2021. Daramy debuteerde op 1 september 2021 in het Deens voetbalelftal. Bondscoach Kasper Hjulmand liet hem toen invallen in een WK-kwalificatiewedstrijd tegen Schotland. Drie dagen later kreeg hij zijn eerste basisplaats, tegen Faeröer. Na zijn eerste vier interlands keerde Daramy terug naar Denemarken –21. Hjulmand haalde hem weer bij de nationale selectie toen in maart 2023 de kwalificatie voor het EK 2024 begon.

## Erelijst
| Competitie           |               |                  |               |               |
| Competitie           | Aantal        | Jaren            |               |               |
| FC Kopenhagen        | FC Kopenhagen | FC Kopenhagen    | FC Kopenhagen | FC Kopenhagen |
| -------------------- | ------------- | ---------------- | ------------- | ------------- |
| Kampioen Superligaen | 2x            | 2018/19, 2022/23 |               |               |
| Beker van Denemarken | 1x            | 2022/23          |               |               |
| Ajax                 |               |                  |               |               |
| Kampioen Eredivisie  | 1x            | 2021/22          |               |               |